# Ford Orion
El Ford Orion es un automóvil del segmento C producido por el fabricante estadounidense Ford para el mercado europeo entre los años 1983 y 1993. El Orion es la versión sedán del Ford Escort, que es un hatchback del segmento C, y fue ideado como un eslabón en la gama de modelos de Ford entre este y el Ford Sierra, este último del segmento D. El voladizo trasero más largo le otorga un maletero mayor con respecto al Escort.

## Primera generación (1983-1990)

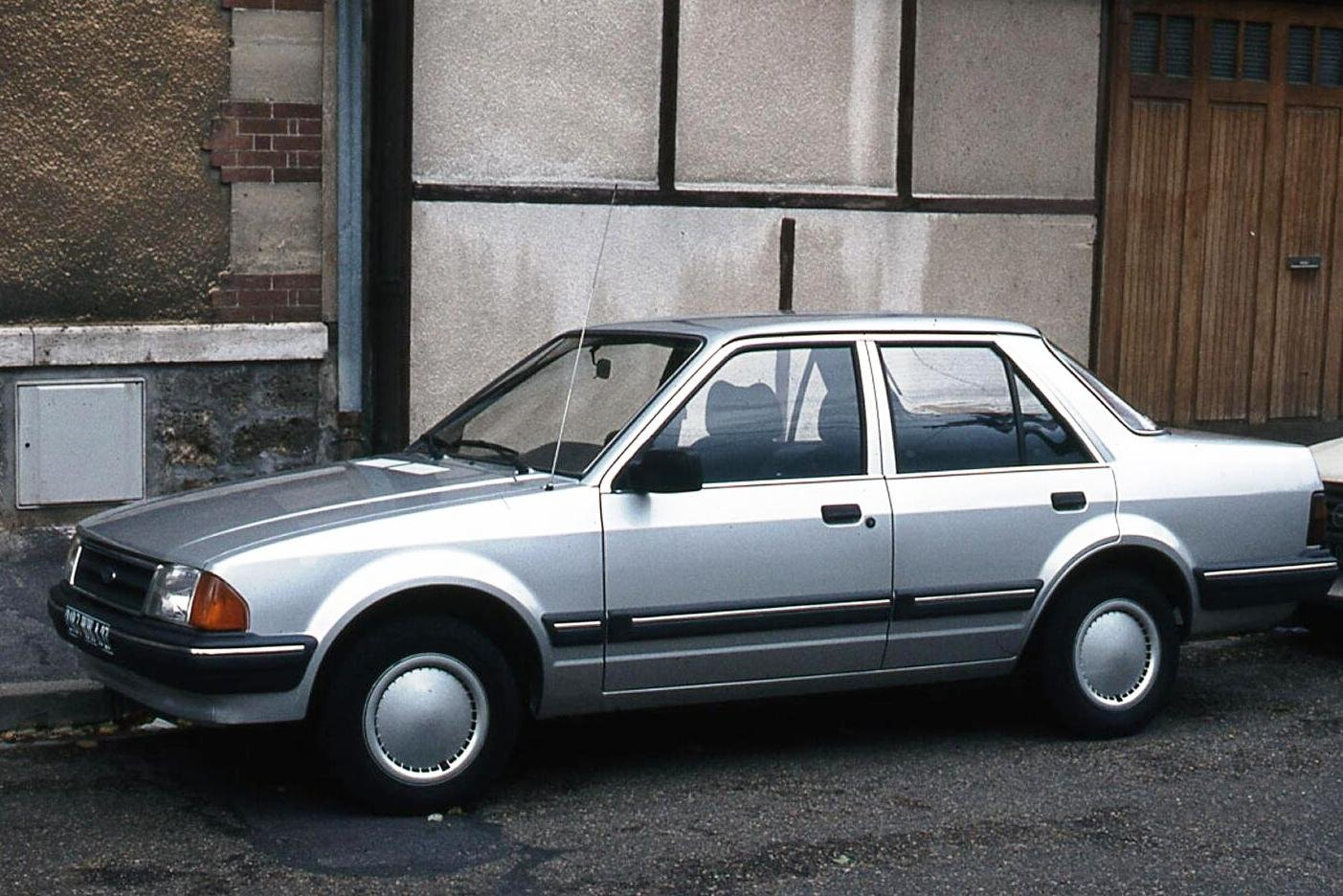
Ford Orion de 1984.

### Introducción
El Orion fue presentado en el mercado Brasileño
el 22 de junio de 1983 y anunciado bajo el lema Ford Orion:
la conquista del espacio. El modelo fue creado para cubrir el hueco en la gama Ford entre el Escort y el Sierra, sustituyendo al Taunus/Cortina.
Dado que inicialmente iba destinado a un segmento de mercado superior al del Escort, el Orion sólo se ofreció con los niveles de acabado más altos del Escort, los GL y Ghia. El 1.6 Ghia, por ejemplo, ofrecía elevalunas eléctrico, cierre centralizado, espejos exteriores eléctricos, techo solar, limpiaparabrisas de velocidad variable, lavafaros, asientos traseros abatibles, reposacabezas y cinturones de seguridad en los asientos traseros, tacómetro, faros halógenos H-4 y preinstalación de equipo de radio, entre otros detalles bastante difíciles de encontrar en otros modelos del segmento C de la época.
El Ford Orion incluía en el equipamiento opcional ABS, airbag de conductor, aire acondicionado, llantas de aleación (según versiones) y elevalunas eléctricos delanteros.

### Motorizaciones
Todas las motorizaciones del Orion eran transversales de cuatro cilindros.
En la primera carrocería del Orión existían motores 1.3 GL de 69 CV con una velocidad máxima de 157 km/h, y un consumo medio de 7,5 litros cada 100 km, su precio en España en enero de 1984 era de 1.023.000 ptas (6148 €),el 1.6 GL tenía un motor 1597 cm3 con 79 CV y una velocidad máxima de 164 km/h consumiendo una media de 9,4 litros cada 100 km, su precio en España según la revista Motor 16 era de 1.055.600 ptas (6344,28 €). Tras el restyling de 1986 Los gasolina eran varios, un CVH de carburación de 1.4 con 75 CV, un 1.6 litros de cilindrada, con potencia máxima de 90 CV a 6000 y 5800 rpm, un 1.6 con inyección de combustible, procedente del Escort XR3, que rendía 105 CV a 6000 rpm
. Todos eran refrigerados por agua, con bloque de fundición y cigüeñal de cinco apoyos. La culata es de aluminio y aloja el árbol de levas (movido por correa dentada) y las válvulas (2 por cilindro) accionadas por taqués hidráulicos, una novedad en la época. El ventilador del radiador era accionado eléctricamente (lo que eliminaba la necesidad de la correa) regulado por un termostato. El encendido era de tipo electrónico transistorizado.
Desde 1984 se ofreció también un Orion con motor diésel de 1.6 cc y cuatro cilindros. A diferencia de los CVH, el diésel tenía bloque y culata de fundición y taqués de cubo invertido. Estaba alimentado con una bomba mecánica rotativa y rendía 54 CV a 4800 rpm. También se podía al inicio montar un turbo a este motor de extraserie por unas cien mil pesetas, después en las últimas versiones de la versión de 1989, se ofrecía otra versión con el modelo 1.8 TD

### Transmisión y suspensión
El Orion tenía un bastidor autoportante y tracción delantera. Estaba disponible con caja de cambios manual de cinco velocidades sincronizadas y embrague de tipo monodisco en seco, accionado por cable con regulación automática. Como opción podía elegirse una caja automática ATX de tres velocidades y con convertidor del par motor.
La suspensión era independiente a las cuatro ruedas, de columnas McPherson con barra estabilizadora delante y de brazos oscilantes con tirantes longitudinales detrás. En todos los casos montaba amortiguadores hidráulicos telescópicos y muelles helicoidales de acción progresiva.  Los frenos eran hidráulicos, servoasistidos, de doble circuito (en X) con discos ventilados delante y tambores autoajustantes detrás. La dirección era de cremallera sin asistencia, con un diámetro de giro de 10,6 metros. Los neumáticos eran de tipo radial medida 155/80 R13, excepto la versión 1.6 inyección que montaba unos 175/70 R13 y en opción 185/60 R14.

### Crítica
El modelo tuvo una buena acogida en el mercado. La prensa especializada elogió su amplitud y confort interior, su gran maletero, sus prestaciones (motores CVH) y bajos consumos (motor diésel) así como sus opciones de equipamiento.
Sin embargo también atrajo críticas debido a la suspensión, problema que también había tenido el Escort, que era algo dura y de recorrido corto. Al ser más largo y pesado que el Escort y al carecer de barra estabilizadora trasera, el Orion era excesivamente subvirador y tendía a inclinarse demasiado en las curvas. Además, debido al ángulo de la suspensión delantera, la manejabilidad también se veía comprometida. En asfalto en buen estado la dirección era suave y precisa, pero en carreteras bacheadas era necesario efectuar continuas correcciones en la trayectoria, detalle que le ganó al Orion una fama de automóvil de comportamiento un tanto extraño. Su carrocería en tres volúmenes, a pesar de tener una excelente aerodinámica (Cx=0,365) también aumentaba su sensibilidad al viento lateral.

### Reestilización de 1986

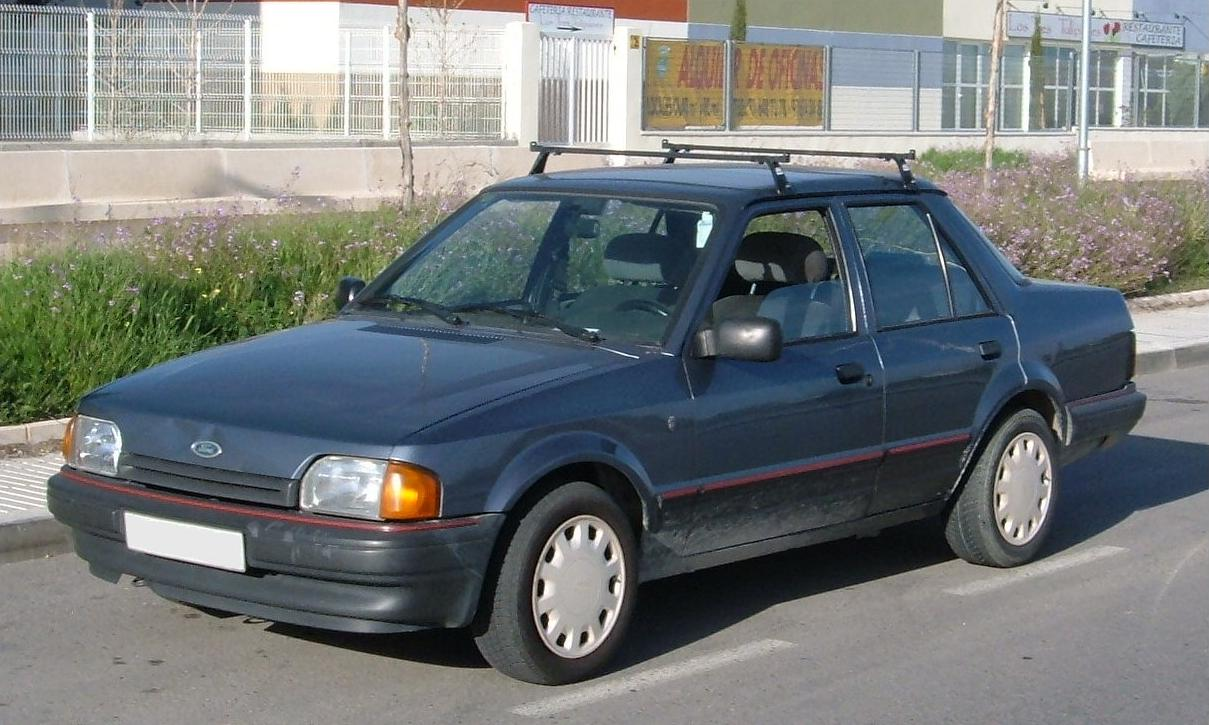
Ford Orion de 1986 (reestilizado).

En 1986, coincidiendo con el lanzamiento del Scorpio, la gama Ford experimentó una reestilización, que en el caso del Orion consistió en un rediseño del frontal (semejante al del Scorpio), nuevas defensas y molduras y un nuevo salpicadero y cuadro de mandos, así como un rediseño de los pilotos traseros y nuevas terminaciones en los tapacubos. Mecánicamente, la mayor novedad fue la incorporación de un sistema de antibloqueo de frenos ABS (de accionamiento mecánico) y ligeras variaciones en la suspensión para solucionar los defectos de la anterior versión. El ALB tenía un coste de 80.500 ptas, otros extras eran techos solar 53.500 ptas, cinturones traseros inerciales 20.700 ptas,  espejo retrovisor para el pasajero 4.100 ptas, luz antiniebla trasera izquierda 2.400 ptas, deshielo para el parabrisas 21400 ptas.
También se introdujeron cambios en los motores: el 1.3 bajó su potencia a 60 CV pero quedó solamente disponible para el escort y el 1.6, ahora con carburador Webber doble, subió hasta 90 CV en lugar de los 79 anteriores. Para la gama baja, surgió un motor de 1.4 litros y carburador también doble con 75;CV a 5600 rpm. 
En 1986 solo estaban disponibles los niveles de acabado CL y Ghia. En 1989 apareció un nuevo motor diésel, esta vez de 1.8 litros, que rendía 60;CV a 4500 rpm. En lo relativo al equipamiento se añadieron al catálogo de extras la servodirección, kit rs, el cierre centralizado (con cerraduras de seguridad) y el equipo de radio estéreo de 4 altavoces. El aire acondicionado apareció como opción durante el verano de 1988.El tope de gama era el 105cv, con el mismo motor del escort XR3i que tenía una velocidad máxima de 177 km/h y hacía el 0-100 en 11,6 segundos, los consumos eran los siguientes: En ciudad 9,7 litros, en carretera 5,6 litros, en autopista 7 litros cada 100 km, lo que hacía una media de 8,2 litros. Su precio en junio del 86 era de 1.497.000 ptas (8997 €).

Al principio de su vida comercial, Ford trató de introducir el Orion como un automóvil de lujo del segmento C, un escalón por encima del Escort, presentándolo en su publicidad con terminaciones Ghia (terminación de lujo en Ford), evitando lanzar versiones básicas en motorización y acabado y dándole un precio mayor que a los Escort. Finalmente, Ford empezó a lanzar también versiones básicas del Orion, al no haber conseguido su objetivo comercial de crear un modelo con una imagen diferenciada. Existían varios niveles de acabado: CL, GL, y Ghia, además de una versión deportiva, el GT. Este escalonamiento de gama hizo del Orion uno de los automóviles de su categoría más vendidos en toda Europa. De la misma forma, las unidades con motor diésel se habían hecho populares entre los taxistas por su fiabilidad y bajo consumo.
Cabe decir que en España en enero de 1987 se vendieron 2540 Ford Orion contra 2341 Ford Escort y en enero de 1986 544 Orion contra 634 unidades del Escort. Por lo que era el Modelo 8 entre los coches más vendidos del país, sólo adelantado por el Opel Kadett y el Renault 11 entre la categoría de los compactos.
El listado de precios de 1989 cambió notablemente en España, la versión más básica, la 1.4 CL de 75 CV costaba 1.535.000 ptas, apareció la versión Millionaire para cubrir el hueco entre el CL y el lujoso Ghia, compartía el motor 1.6 de 90 CV del Ghia pero tenía otro acabado, con tapacubos diferenciados del CL, y elevalunas manuales, el precio era de 1.637.000 ptas, contra el 1.685.000 del ghia, a igualdad de mecánica, el precio del Ghia de Inyección con 105 CV era de 1.837.208 ptas y el Ghia Diésel 1.815.000 que ya sustituyó el antiguo 1.6D de 54 CV por el nuevo 1.8 D de 60 CV.
La transmisión automática estaba disponible por 174.000 ptas. Solamente en el motor 1.6 de 90 CV.
A finales de su vida comercial antes del cambio en 1990 salió una nueva denominación llamada Mark II, con un precio de 1.628.000 montaba el motor de 90 CV.
Por desgracia la lujosa versión 1600 E con asientos de cuero, acabados en madera y llantas multirradio nunca estuvo disponible en el mercado Español.
Cabe destacar que 5 meses antes de ser sustituidos la Guardia Civil Española adquirió 56 unidades de Ford Orion 1.6 inyección para sus patrullas de tráfico, sustituyendo a los desfasados Seat Ritmo y Talbot 150. Iban decorados con los característicos capot delantero, trasero y puertas delanteras verde oscuro sobre un chasis blanco.

### Ediciones especiales
- Ford Orion 1600 Millionaire.
- Ford Orion 1800D Millionaire.

## Segunda generación (1990-1998)

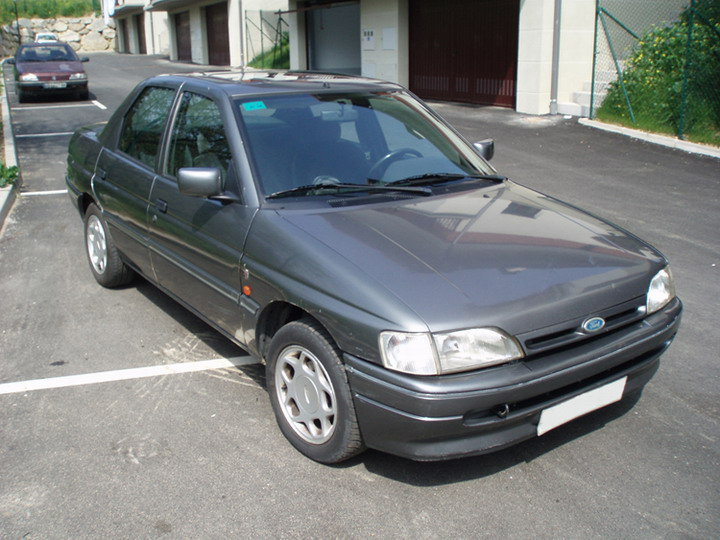
Ford Orion de 1993.

En septiembre de 1990 apareció la segunda generación del Orion (y quinta del Escort). A diferencia del modelo de 1986, que era una simple reestilización, este era un modelo totalmente rediseñado, con un nuevo bastidor y una suspensión trasera con barra de torsión, que sustituía a la anterior independiente.
La decisión de Ford de mantener los motores anteriores fue criticada por la prensa automovilística, acusando al fabricante de ser excesivamente conservador y de haber "bajado el listón", con unos automóviles de aspecto soso y mecánicas anticuadas. Sin embargo, a pesar de los detractores, tanto el Escort como el Orion mantuvieron un aceptable nivel de popularidad entre el público. [cita requerida]
En 1992 se estrenó la generación de motores de gasolina Zetec con inyección de combustible, y los diésel Endura de 1.8 litros de cilindrada, tanto atmosférico como con turbocompresor. El automóvil recibió una reestilización a base de nuevos paragolpes, parrilla, capó y, en el caso del Escort, una nueva trasera con pilotos mayores, siendo comercializados como Orion Class y Escort Equipe. El Ford Orion era la versión 4 puertas de la gama mientras que el Escort era la versión de 3 y 5 puertas. La estructura del vehículo también fue modificada, añadiendo barras de protección lateral, nuevas zonas de absorción de impactos e incluso bolsas de aire.
En lo referente al equipamiento, incorporaba novedades como dirección asistida, sistema antibloqueo de frenos (de control electrónico) y aire acondicionado de serie en la gama alta y disponibles como opción en el resto de la gama. Estos cambios estaban destinados a modernizar el automóvil y mejorar su imagen, con el objeto de que no perdiese su competitividad frente a otros modelos en el mercado.
En septiembre de 1993, Ford Europa cambió la denominación de los Orion a Escort, compartiendo el nombre con los hatchback y familiares. Los modelos con carrocería sedán se produjeron hasta 1998, cuando se lanzó el sustituto de la gama Escort, el Ford Focus.

## Ford Orion (1989 -1996)
En Brasil fue ligeramente modificado entre Ford y la asociación con Volkswagen, del cual el modelo pasa a venderse sobre las 2 marcas, conocido como Ford Verona o Vw Apollo, la primera generación 1989- 1992 las modificaciones más notables fueron que era un 2 puertas y las ópticas traseras similares a las del Ford Sierra.
En la segunda generación 1993- 1996 el modelo no tuvo cambios con respecto al segundo Oriin. Era idéntico y solo cambiaba el nombre siendo la única diferencia, apenas apreciable, los antiniebla delanteros más grandes.
|  |  |  |